# Vänersborgs garnison
Vänersborgs garnison var en garnison inom svenska armén som verkade i olika former åren 1685–1927 och åren 1958–1975. Kasernetablissementet i Vänersborg låg i stadsdelen Lyckhem-Huvudnäs intill Östra vägen.

## Historik
Den militära verksamheten i Vänersborg sträcker sig tillbaka till 1685, då Nygårdsängen i stadens södra delar kom att upplåtas som mötesplats till Västgöta-Dals regemente. Under mitten av 1800-talet kom dock frågan om att flytta mötesplatsen, vilket ledde till att kronan köpte södra delen av Grunnebo by. Marken på den södra sidan visade sig stundtals vara våt och lerig, därav så kom mötesplatsen att flyttas till den norra delen av Grunnebo. År 1863 flyttades övningsplatsen officiellt till Grunnebo hed. Den militära verksamheten pågick till 1906, då Västgöta-Dals regemente upplöstes i sin dåvarande form och omvandlades till Hallands regemente. 
Enligt ett kungligt brev skulle Västgöta dragonregemente omorganiseras 1811 till ett infanteriregemente. Ändringen var avsedd som tillfällig och begränsad till 30 år, men den kom att kvarstå under regementets fortsatta existens. I samband med ratt egementet överfördes från kavalleriet till infanteriet antogs namnet Västgöta regemente. Regementet som var förlagt till Axevalla hed kom vid 1901 års härordning förläggas till Vänersborg, vilket kan ses som en kompensation till att staden blev av med Västgöta-Dals regemente. Västgöta regemente hade dock ingen koppling till varken staden eller bygden, då regementet härrör sina historiska traditioner från Skaraborgsregionen. 1925 års försvarsbeslut satte dock punkt för den militära verksamheten i Vänersborg, då verksamheten upphörde under våren 1928.

### Grunnebo hed
År 1863 togs mötes- och lägerplatsen i bruk, dit Västgöta-Dals regemente förlade sina möten och övningar efter att tidigare ha använt Nygårdsängen som mötes- och lägerplats. Grunnebo hed byggdes ut allt eftersom och kom till sist att omfatta ett 40-tal byggnader. År 1902 ombildades Västgöta-Dals regemente till Hallands regemente, vilket i sin tur skulle förläggas till Halmstads garnison. Den 27 september 1906 hölls en ceremoni över flytten, och den 1 oktober 1906 flyttades den kvarvarande bataljonen till sitt nya kasernetablissement i Halmstad. Flera av byggnaderna såldes och flyttades, några följde med till Halland. Soldathemmet såldes och flyttades till Brålanda där det används av Svenska Missionskyrkan.
År 1915 såldes marken till Västgöta-Dals-Bohus travklubb som ville bygga travbana. År 1920 reste försvaret den minnessten som finns intill riksväg 44. Någon travbana blev aldrig verklighet, och istället köptes marken 1933 av Sommarhemsföreningen som anlades en dansbana och friluftsteater på marken. År 1945 upprättades ett interneringsläger på platsen för tysk militär. År 1948 sålde försvaret marken till Vänersborgs stad. År 2001 revs de byggnader som uppförts i samband med att interneringslägret togs i bruk. År 2009 gjorde Västra Götalandsregionen en arkeologisk utredning, och då fanns en musikpaviljong/stabsbyggnad, en barack samt en sentida kanslibyggnad kvar.

### Källshagen

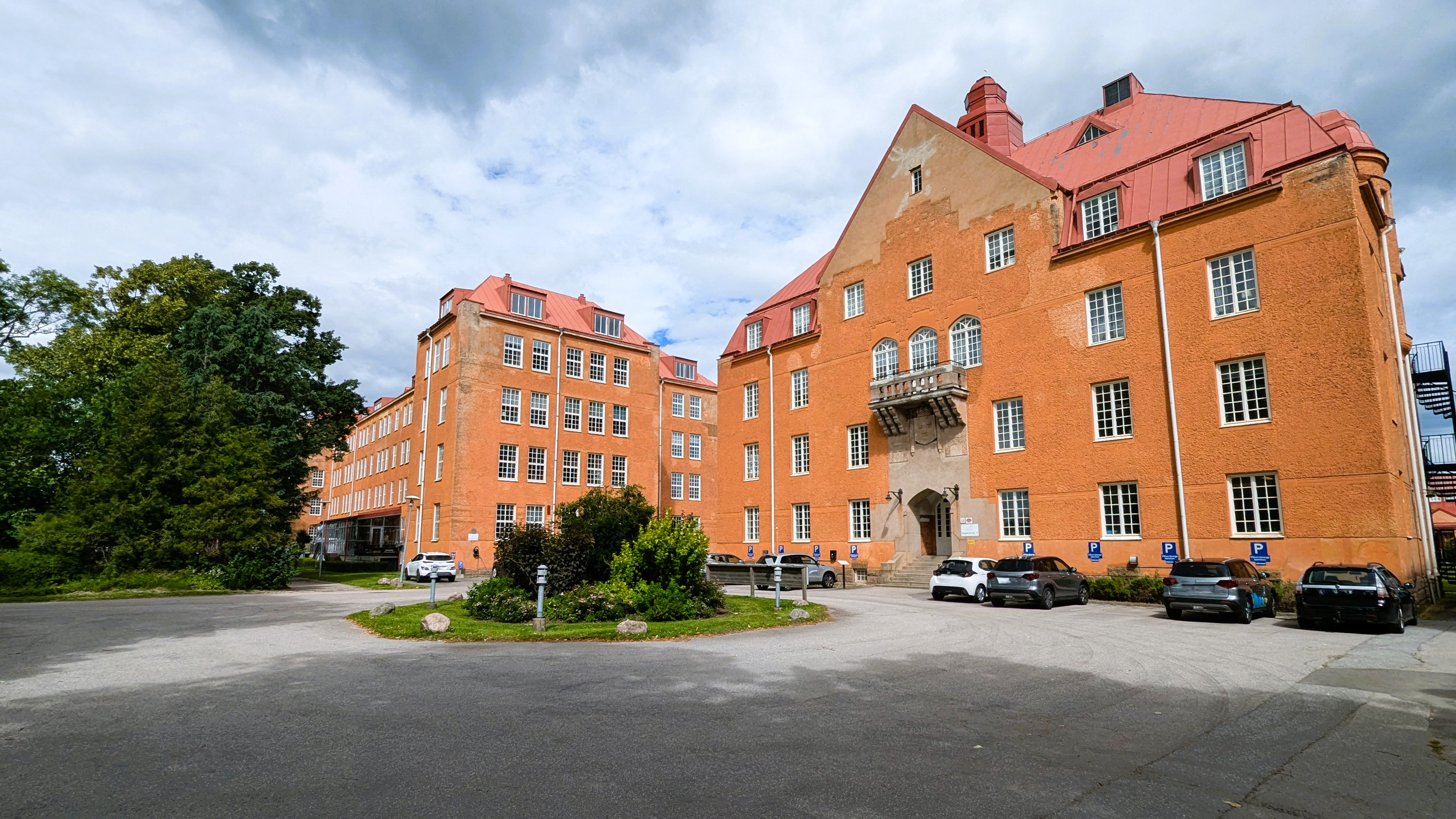
A-kasernen och kanslihuset i Källshagen.

Genom 1901 års härordning fastställdes att tillgång till trupp skulle regleras genom allmän värnplikt, vilket bland annat resulterade i att infanteriregementena utökades med en bataljon och kom att omfatta tre infanteribataljoner. I härordningen beslutades även att samtliga regementen skulle förläggas till nyuppförda kasernetablissement knutna till och uppförda i städer, jämfört med mötesplatserna som låg på hedar utanför städerna. År 1906 beslutade riksdagen att Västgöta regemente, med mötesplats på Axevalla hed, skulle förläggas till Vänersborg. Att regementet förlades till Vänersborg var som en åtgärd för att få fart på stadens långsamma utveckling, men även som en kompensation för att Västgöta-Dals regemente, som haft sin mötesplats på Grunnebo hed, med expedition i Vänersborg, 1901 omlokaliserats till Halmstads garnison. I gengäld fick staden upplåta Holmängen och landerierna Källshagen och Niklasberg till kronan för kasernetablissement och skjutbanor. 
Den 15 december 1916 stod det nya kasernetablissementet färdigt och regementet flyttade in på området; detta bestod av ett kanslihus, tre bataljonskaserner, kök och matsal, gymnastikhall, förrådsbyggnader, stall, sjukhus och bostäder för underofficerare. Arkitekten Victor Bodin utarbetade ritningarna, som utgick från Kasernbyggnadsnämndens första typritningsserie i 1901 års härordnings byggnadsplan. Totalt hade regementet en kapacitet att förlägga och utbilda drygt 3 000 värnpliktiga.
Genom försvarsbeslutet 1925 beslutades att regementet skulle avvecklas och upplösas vid utgången av 1927. Efter att regementet avvecklats kvarstod en avvecklingsorganisation fram till april 1928. Därefter stod kasernetablissementet tomt fram till den 1 juli 1930, då Källhagens sinnessjukhus övertog kasernetablissementet. År 1971 byttes namnet till Norra klinikerna. Under september och oktober 1982 revs den kasern som låg i vinkel. År 1983 bytte sjukhuset namn till Norra sjukhemmet. Genom psykiatrireformen 1988 lades sjukhusverksamheten ned och området stod sedan tomt ett par år. År 1992 hade området renoverats till lägenheter, kontor och skola.
I samband med att Älvsborgs försvarsområde bildades den 1 oktober 1942 förlades försvarsområdesstaben till Norra Drottninggatan 21 i Uddevalla garnison. Den 1 juli 1958 flyttades staben till Vänersborg där staben förlades till Drottninggatan 38, samt med förrådsverksamhet vid Skyttegatan 6 på norra sidan om Östra vägen. Från den 1 juli 1975 förlades staben till Borås garnison, där den samlokaliserades med regementsstaben för Älvsborgs regemente.

### Nygårdsängen
Nygårdsängen strax söder om Vänersborg var från 1685 mötesplats för Västgöta-Dals regemente. År 1863 flyttades regementet till Grunnebohed. Idag finns Quality Hotel på Nygårdsängen, där regementets övningsplats låg. På andra sidan vägen ligger Nygårdsängens naturreservat.

## Minnesstenar och minnesmärken
| Bild | Minnessten                                                                        | Koordinater                                            | Kort beskrivning |
| ---- | --------------------------------------------------------------------------------- | ------------------------------------------------------ | --- |
|      | Minnessten över Västgöta-Dals regementes mötesplats vid Nygårdsängen i Vänersborg | 58°21′50.78″N 12°19′1.01″Ö / 58.3641056°N 12.3169472°Ö | Minnessten rest vid Nygårdsängen, Edsvägen. Text: Kungl. Västgöta-Dals regemente övningsplats här på Nygårdsängen 1685–1862. Regementet flyttade 1863 till Grunnebo hed. Från 1907 är I 16 förlagt i Halmstad. Text på frånsidan: Kungl Hallands regemente och Vänersborgs kommun reste stenen 1989. |
|      | Minnessten över Västgöta-Dals regementes mötesplats på Grunnebo hed               | 58°20′3.57″N 12°13′3.15″Ö / 58.3343250°N 12.2175417°Ö  | Minnessten rest i Grunnebo vid väg 44. Minnesmärke av granit rest 1920. Text under en sköld med regementets vapenbild: Krigsmän tillhörande Västgöta-Dals regemente sedermera Kungl Hallands regemente vapenövades på Grunnebo hed 1863–1906. Text på frånsidan: Regementet reste stenen.            |